# باب زيتون (مشيز بردسير)
باب زيتون (بالفارسية: باب زیتون) هي قرية تقع في إيران في البلدة المركزية. يقدر عدد سكانها بـ 380 نسمة بحسب إحصاء 2016.